# San Isidro Viejo
San Isidro Viejo är en ort i Mexiko.   Den ligger i kommunen Pantelhó och delstaten Chiapas, i den sydöstra delen av landet, 800 km öster om huvudstaden Mexico City. San Isidro Viejo ligger 1 045 meter över havet och antalet invånare är 116.
Terrängen runt San Isidro Viejo är kuperad åt sydost, men åt nordväst är den bergig. Terrängen runt San Isidro Viejo sluttar söderut. Runt San Isidro Viejo är det ganska tätbefolkat, med 129 invånare per kvadratkilometer. Närmaste större samhälle är Yajalón, 12,5 km nordost om San Isidro Viejo. Omgivningarna runt San Isidro Viejo är en mosaik av jordbruksmark och naturlig växtlighet.